# Courant calcique de type T
Le courant calcique de type T est un courant transitoire rapidement inactivé et à faible seuil d'activation. Il est en particulier impliqué dans la génération de rythme, dans le cœur, mais aussi dans le thalamus.
Ses caractéristiques sont telles qu'il ne peut être activé qu'après une hyperpolarisation de la cellule. Il participe à la génération de rythme en « collaboration » avec le courant Ih : 
- à la suite d'un potentiel d'action, une sortie massive de potassium hyperpolarise la cellule ;
- cette hyperpolarisation active le courant Ih, et lève l'inactivation du courant IT ;
- le courant Ih, dont la cinétique d'activation est lente, dépolarise avec un certain délai la cellule ;
- arrivé au seuil d'activation du courant IT, celui-ci s'ouvre, la cellule est fortement dépolarisée par l'entrée de calcium ;
- un nouveau potentiel d'action a lieu, le cycle recommence.

Grâce à la cinétique du courant Ih, la période du cycle est très précise.